# Jean-Paul Habyarimana
Jean-Paul Habyarimana (ur. 17 sierpnia 1982 w Bużumburze) – rwandyjski piłkarz grający na pozycji pomocnika.

## Kariera klubowa
Karierę piłkarską Habyarimana rozpoczął w klubie APR FC ze stolicy kraju Kigali. W jego barwach zadebiutował w pierwszej lidze rwandyjskiej. Wraz z APR wywalczył zarówno tytuły mistrza kraju, jak i zdobył Puchary Rwandy i CECAFA Club Cup.

## Kariera reprezentacyjna
W reprezentacji Rwandy Habyarimana zadebiutował w 2003 roku. W 2004 roku został powołany do reprezentacji Rwandy na Puchar Narodów Afryki 2004. Tam rozegrał jedno spotkanie, z Demokratyczną Republiką Konga (1:0). W kadrze narodowej zagrał 3 razy.